# 이민욱 (배구 선수)
이민욱(1995년 2월 10일 ~ )는 대한민국의 남자 배구 선수이며, 수원 한국전력 빅스톰의 선수이다. 2014-2015 신인 드래프트에서 전체 7순위로 대전 삼성 블루팡스에 입단하였다. 안산 OK저축은행 러시앤캐시의 세터인 이민규 선수의 동생이기도 하다.

## 약력
형인 이민규가 프로로 진출한 후 경기대학교의 주전 세터를 맡아 활약하였다. 2학년을 마치고 신인드래프트를 신청하여 1라운드 7순위, 전체 7순위로 대전 삼성 블루팡스에 지명되었다. 이후 백업 세터로 나서면서, 원포인트 서버로 출장하고 있다.
FA 이후 수원 한국전력 빅스톰으로 이적하였다.